# Hedvig Carlander
Hedvig Elisabeth Carlander, född Hildebrand 28 april 1875 i Stockholm, död 27 maj 1961 i Göteborg, var en svensk filantrop och donator. Hedvig Carlander var lokal samordnare för arbetet med landstormens beklädnad och utrustning i Göteborg under första världskriget och för Kronprinsessans Gåvokommitté för Neutralitetsvakten under andra världskriget. Hon var också en av grundarna av Carlanderska sjukhemmet i Göteborg.

## Biografi
Hedvig Carlander växte upp i Stockholm som fjärde barnet i en skara på sju. Hennes föräldrar var riksantikvarien Hans Hildebrand och Elin Hildebrand, född Martin. Som barn var hon sjuklig och fick därför privatundervisning istället för att gå i skola. År 1899, vid 23 års ålder, gifte hon sig med affärsmannen Axel Carlander och flyttade till Göteborg. För att klara sina värdinneplikter började hon ta lektioner i engelska och senare tyska.
Barnen Bertil, Maja och Gerd var centrala i Hedvig Carlanders liv. Sorgen efter dottern Barbro, som dog i öroninflammation vid några månaders ålder var stor. Hedvig Carlanders första plikter utanför hemmet blev att leda läsecirklar och symöten för de kvinnliga anställda på Gamlestadens Fabriker som ägdes av företaget Johansson & Carlander. Snart tillkom flera uppdrag. Hon satt med i Göteborgs barnavårdsstyrelse, i styrelsen för Göteborgs Kvinnohus i Kållered, i styrelserna för Styrsö kustsanatorium, Rävlanda barnsanatorium, Fruntimmersföreningens flickskola, Sällskapet Livbojen i Göteborg med mera. Mest arbetskrävande var sannolikt ordförandeskapet för Svenska Röda korsets Göteborgskrets 3, inte minst under första och andra världskrigen. År 1917 startade Fredrika Bremer-förbundet en lokal förening i Göteborg och på Hedvig Carlanders lott föll att skriva stadgar och vara ordförande tills den ordinarie styrelsen togs över med Mary von Sydow som ordförande.
Hedvig Carlanders liv påverkades mycket av att Axel Carlanders ansvarsområde växte. Störst förändring blev det efter att de 1914 flyttade till ett stort hus på Lyckans Väg 4. Då var Axel Carlander, förutom sin tjänst på Gamlestadens Fabriker, ordförande i AB Svenska Kullagerfabriken (SKF) och ordförande för stadsfullmäktige i Göteborg. Hedvig Carlanders representationsplikter blev allt fler.
Vid första världskrigets utbrott utsågs Hedvig Carlander till lokal samordnare i Göteborg för det initiativ kronprinsessan Margareta tog med bildandet av Kronprinsessans Centralråd för landstormens beklädnad och utrustning, kort kallad Beklädnadsföreningen. Kvinnor runt om i Sverige stickade och sydde kläder till landstormen. Dessutom ordnade man paket till krigsfångar i Europa. År 1917 fick Hedvig Carlander organisera en basar på Börsen i Göteborg där föremål tillverkade av krigsfångar skulle säljas. Kronprinsessan Margareta, som deltog, var synnerligen nöjd med resultatet på drygt 32 000 kronor, 1 200 kronor mer än man fått in i Stockholm.
Sommaren 1923, under Jubileumsutställningen, blev Hedvig Carlanders största organisatoriska utmaning dittills, då maken var ordförande både för stadsfullmäktige och för utställningsstyrelsen. Stora skaror besökte Göteborg den sommaren och av dem var många kända forskare, ministrar, företagare och kungligheter. Varje dag stod en lunch framdukad på Lyckans Väg 4, så att de hedersgäster som så önskade utan anmälan kunde äta där. På kvällarna deltog värdfolket i firande på restaurang alla dagar då de inte hade stor middag i hemmet. När det var kungligt besök under Jubileumsutställningen uppläts hemmet till de kungliga och paret Carlander flyttade upp till gästrummet på vinden.
När andra världskriget brutit ut bildades Kronprinsessans Gåvokommitté för Neutralitetsvakten på kronprinsessan Louises initiativ. Samordnare i Göteborg blev Hedvig Carlander. När Göteborgs lokala kommitté 10 maj 1940 visade exempel på sina stickade och sydda alster för den besökande kronprinsessan Louise, kunde man berätta att det redan skickats ut 22 000 plagg till olika förläggningar i Göteborgsområdet. Dessutom hade man samlat in och till förläggningar skickat ut radioapparater, grammofoner och musikinstrument i fullgott skick och därtill choklad, cigaretter och piptobak. Denna verksamhet fortsatte under hela kriget. Efter kriget övergick verksamheten till att sticka och sy kläder till förskolebarn i de krigsdrabbade länderna. Hedvig Carlanders hem på Lyckans Väg 4 blev en central där man kunde hämta material i form av tyger och garner och där man lämnade färdiga plagg. Några gånger i veckan samlades kvinnor och klippte till, sydde och stickade kläder samt fördelade de färdiga plaggen i lämpliga sammansättningar, paketerade och skickade iväg dem.
Carlanderska sjukhemmet blev ännu en stor uppgift för Hedvig Carlander. Christofer och Isabella Carlander, tillsammans med Axel och Hedvig Carlander, gjorde den första donationen till sjukhemmet 1916 men det kunde invigas först år 1927. Under tiden hade Hedvig Carlander haft god tid att studera sjukhus i såväl Sverige som i USA för att få inspiration till inredningen. Målet var att skapa en miljö med hemkänsla då detta tillsammans med den gröna parken skulle påverka patienternas tillfrisknande positivt.
Hedvig Carlander mottog medaljen Illis quorum meruere labores 1927 och Guldmedaljen för medborgerlig förtjänst av 12:e storleken 1947. Ända in i det sista satt hon kvar i styrelsen för Carlanderska sjukhemmet och följde med intresse verksamheten.
Hedvig Carlander dog 86 år gammal år 1961. Hon är begravd på Östra kyrkogården i Göteborg.